# Hasta el cielo
Hasta el cielo és una pel·lícula espanyola de 2020 dirigida per Daniel Calparsoro i protagonitzada per Miguel Herrán.
Hasta el cielo es va rodar a Madrid, Eivissa i València. Està dirigida per Daniel Calparsoro, amb guió de Jorge Guerricaechevarría i produïda per Vaca Films amb la participació de RTVE, Movistar+ i Telemadrid amb el suport d'ICAA i Programa Media. Carlos Jean n'ha compost la banda sonora, en què es combinen ritmes electrònics i urbans amb temes de C. Tangana o de DJ Nano.
Es va presentar al Festival de Cinema de Màlaga l'agost de 2020 i es va estrenar el 18 de desembre a Espanya. Aquell mateix mes Netflix va adquirir-ne els drets i va anunciar que produiria una sèrie basada en la pel·lícula.

## Sinopsi
Ángel (Miguel Herrán) és un noi de l'extraradi madrileny la vida del qual canviarà per sempre el dia que coneix Estrella (Carolina Yuste) en una discoteca. Després d'una baralla amb Poli, el xicot possessiu de la noia, aquest descobreix que Ángel té talent per ficar-se en problemes i, el més important, per sortir-ne. Per això, l'anima a unir-se a la seva banda que té en escac a tota la policia de Madrid. L'ambició d'Ángel li farà submergir-se en una piràmide de robatoris, diners fàcil i negocis tèrbols, que el portaran de Madrid a Eivissa. La seva habilitat també el convertirà en el protegit de Rogelio (Luis Tosar), un capo que controla el mercat negre de la capital, i Sole (Asia Ortega), la seva filla, se n'encapritxarà. L'escalada d'Ángel serà imparable, i aviat es convertirà en un dels atracadors més buscats del país. I mentre el setge policial s'intensifica, haurà de decidir entre Sole o l'amor de la seva vida, Estrella. Un viatge que va començar al més humil dels suburbis i que té com a objectiu el més alt: el cel.

## Repartiment
- Miguel Herrán com a Ángel.
- Luis Tosar com a Rogelio.
- Carolina Yuste com a Estrella.
- Asia Ortega com a Sole.
- Patricia Vico
- Fernando Cayo
- Richard Holmes
- Marina Campos
- Jaime García Machín

A més, també hi participen els rapers Ayax, Dollar Selmouni, Olmo (Jarfaiter), Ramseys i Carlytos Vela.